# Верховина-Бистра
Верховина-Бистра — село в Україні, у Закарпатській області, Великоберезнянському районі.

## Назва
Верховина Бистра — офіційне наймення села. Воно складене із гідроніма «Бистра», тобто назви річки із швидкою течією, та слова-додатку «Верховина», котре у староукраїнській мові означало верхню частину. Проте і в давні, і у наші часи всі звикли іменувати це село простіше — Бистрий. Ця народна назва завжди використовувалася, навіть у документах, поряд із офіційною…
Назви села:
1773 — banBisztra, Bisztry, 1800 — Verhovinabiszta, 1913 — Határszög.

## Географічні дані

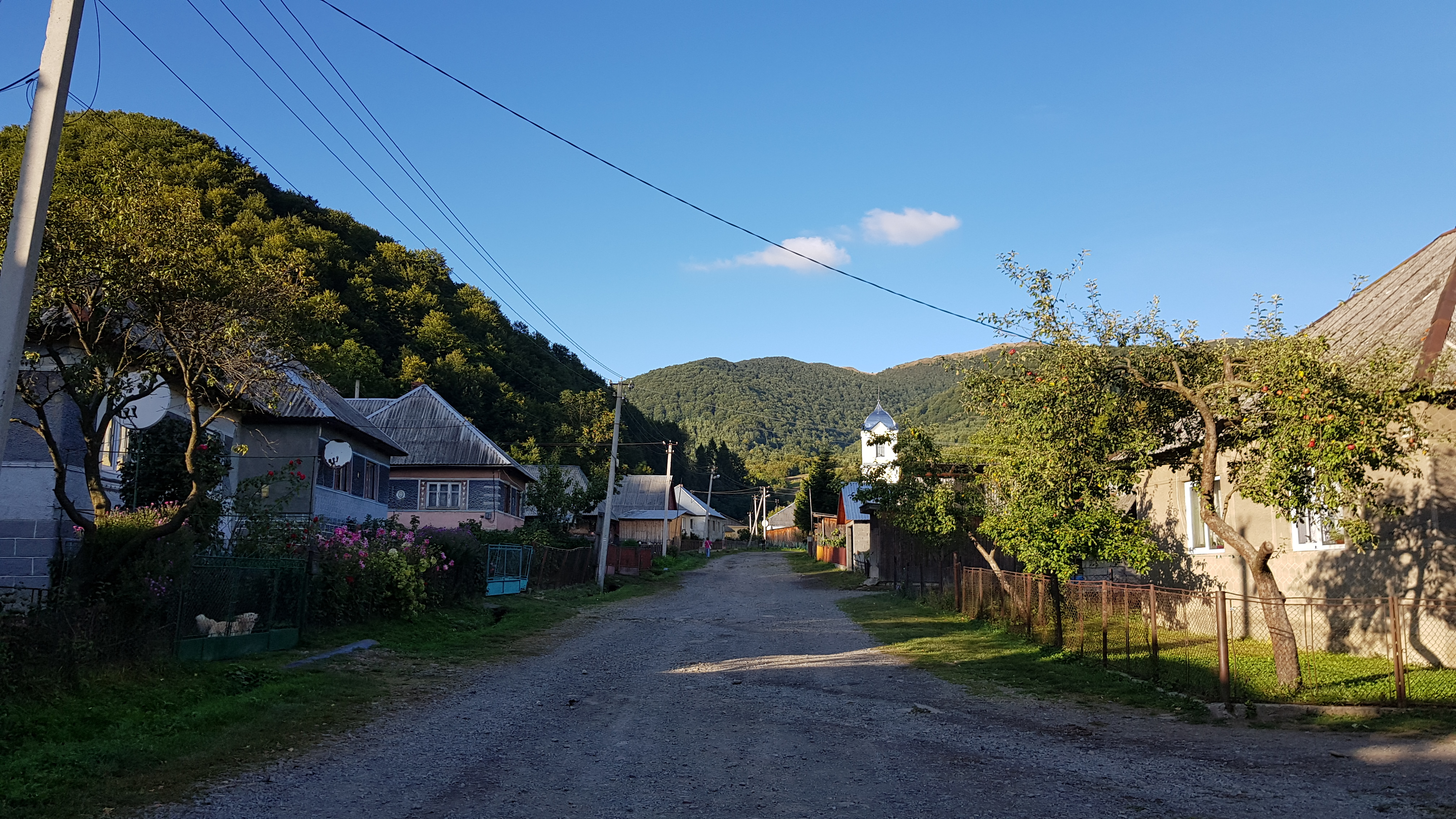

Населення станом на 2001 рік — 631 особа. Село розташоване у гірській частині Бескидів у долині річки Бистра, правої притоки Ужа. Давнє лемківське село.
Цікава і топонімія села та його околиць.
Лівими притоками Бистрянської річки є потоки З-під Бескіда, Застіг, Куликів Кут, Лисий, Кам'янка, Гирявиць, Звариць, З-під Чоловічка.
Праві її притоки — З-під Пожарниць, Гнила, Вапняний. Серед бистрянських мікротопонімів є чимало місцевих назв природних об'єктів — грун, горб, вершок, скаля, млаки, поле і т. ін. Немало із них пов'язані з іменами власників чи названі у зв'язку із якимись подіями: Базільові млаки, Брусові долини, Бучакові жолібки, Васильців жоліб, Логойдува яма, Луканчикові долини, Когутів, Костьовой, Кузьмишиной, Дяків горбок, Халаханів жолобок, Федичівськой і т. д. Нині нас не можуть не зацікавити способи утворення і походження таких місцевих назв як Бескід і Бескідець, і Підбескідом, Буштинівка, Бубен, Вежа і Підвежа, Верхгнила, Волосаня і Волосяночка, Кичера і Закичера, Клива, Клебанягорб, Линдів, Ломованя, Молодижків, Мошків, Моштарівськой, Морянки, Плішка, Прикний, Присліпці, Пожарниці, Стіг і Застіг, і Підстіг, Сивка і Сивка Мелникова, і Сивка Варгуличова, Феданявершок, Черенина, і Черенина Куликова, Чериня, Яровища, Ясеновище та інші.
Топонімія Бистрого — це понад триста найменувань різних міць і природних об'єктів. Це — пам'ятка мови й історія села із присутніми тільки Бистрому неповторними особливостями. Бо де ще стрінете такі ймена як Феданя — вершок чи Клебанягорб?

## Історія

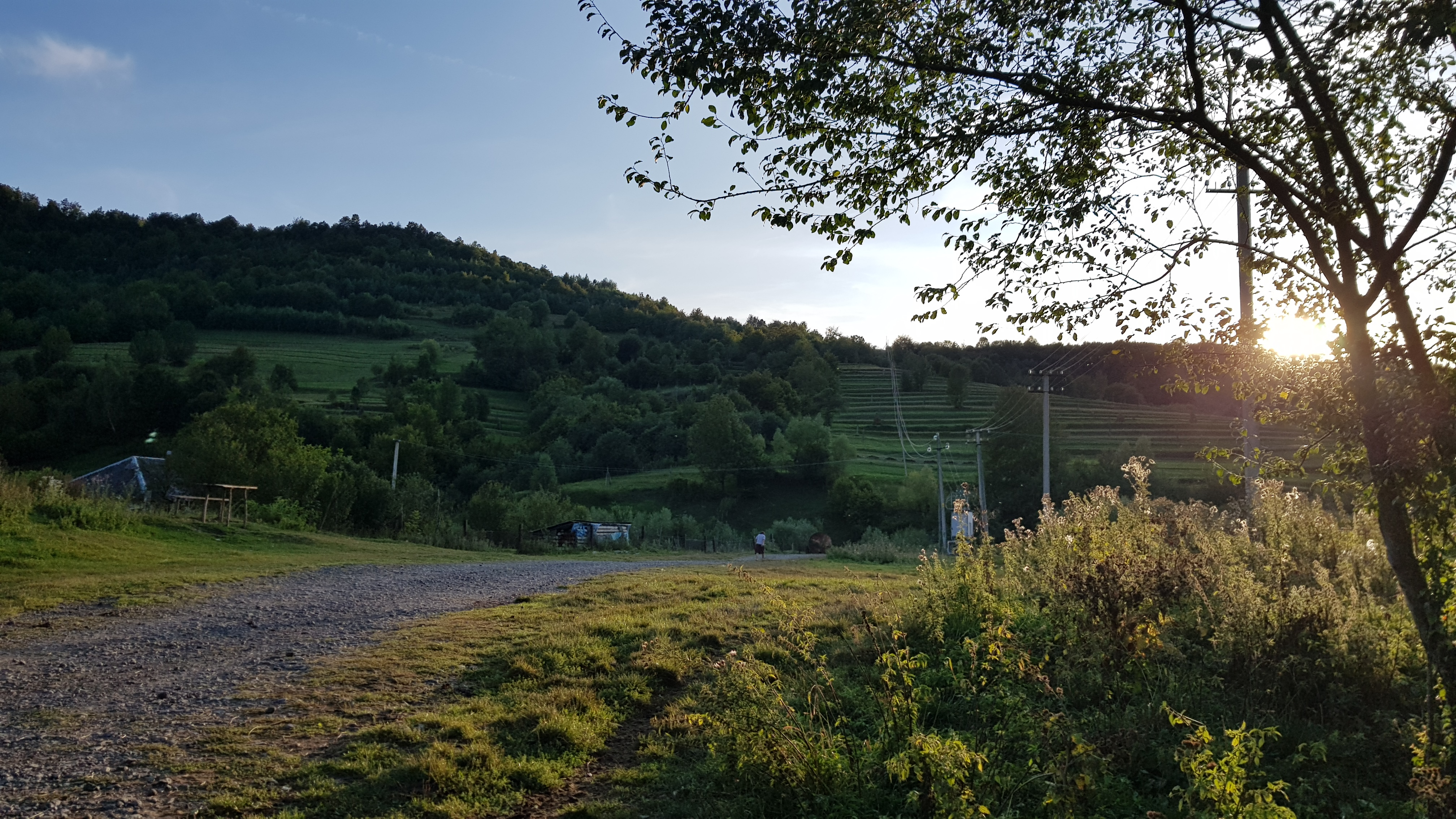

Поселення засноване шолтесом та новими переселенцями, можливо, перед 1582 роком. В давні часи урочище, на якому воно зароджувалося, називалося Мошків Потік: Відповідно свідчення Хроніки із бистрянської церкви у давні віки село було розташоване не на теперішньому місці, а впритул під полонинами, біля витоків потоку Бистрий, верхів'я котрого навіть на сучасних топографічних картах має назву Мошка або Мошків. Невідомий автор згаданої хроніки вказує, що поселення людей у верхів'ях Мошкового і Лубнянського потоків у давнину були розташовані поруч: «Єсть поговорка от старих людей, передана от рода в род, що Лубенці ходили до нас на Мошков поток, просящее огня на вареня… Лубня дуже близько єсть к місту Мошків поток і оба села мали одного й того самого священика».
Із давен мешканці Мошкового мусили бути скотарями, бо поруч простягалися альпійські луки, аж до великої полонини Тарниця. До речі, волоське «тарніце» означає походження і топоніма Мошка — Мошків. Його основа «мош» чи «мошіе» із румунської мови перекладається як «старий», «садиба», «помістя». У всякому разі на скотарський напрямок господарства села Бистрий у минулому році вказує багато дослідників історії нашого краю. Навіть наприкінці XVIII ст. навколо Бистрого ще не склалося системи постійних полів, а хати стояли одна від одної на далекій відстані. Загалом, давнє поселення скотарів у Мошковому дуже подібне до таких же високогірних осідків у Лютках і в Чорному Потоці. Всі три зникли в результаті змін умов господарювання, імовірно, задовго до XVIII ст.
А нові поселенці, вже із землеробськими навичками, приходили переважно із сусідньої Лемківщини. Такі прізвища мешканців Бистрого як Івашкович, Паденич, Страшкулич, Варгулич, Федич, Клецканич, Худа, Нинчак, Кулик, Кофель, Шоляк вважають на Ужанській Верховині суто «бистрянськими» за походженням, але більшість із них мали аналоги у сусідніх лемківських селах.
Опис ужанської Домінії із року 1631 згадує село під назвою «Бистра» із церквою, за котру сплачували 1 золотий 50 грошей. Цікаво, що в цьому описі згадується і церква у Лубні. Село Бистра входило тоді до складу округу крайника Стецика, який складали 26 сіл від Ужка до Мирчі та Дубриничі. У Бистрій мешкали тоді 23 родини. Шість родин користувалися земельними наділами (кмеші), а шістнадцять були безземельними батраками (желярі).
Згадується у Бистрій і водяний млин… У 1631 р. згадана й одна бистрянська родина шолтеса, а в 1691-му були вже три такі родини шолтесів, яких ще іменують сільськими князями (мадярське — кенези) за домовленістю із власником землі (феодешур) приводили на його землі нових поселенців, за що отримували різні привілеї. Шолтеси ставали часто старостами і фактичними володарями села, а потім і «сабодашами» й «немешами».
Русинський історик А. Годинка віднайшов у документах, що серед перших русинських носіїв згаданих титулів була і родина «Лазурцы у Быструм», так само як Гаталичі у Ставному чи Пастеляки у Великому Березному.
В урбаріальному переписі населення Ужанської Верховини року 1682-го значиться мешканець Загорба Лазур чат Лукач. Сама форма прізвища вказує, що той Лукач — син Лазура, а урочище Загорби є і в Бистрому…
XVII століття було ще й добою воєн. Не обійшла їх і Верховина Бистра. У 1630 р. селяни Бистрого і сусідніх сіл перейшли польський кордон і пограбували маєток шляхтича Казимира Турського в Саноцькій землі.
У період польсько-української війни 1648—1654 рр. поблизу Бистрого діяв опришківський загін Федора Фокаса. Відомо про напад цього закону об'єднаними силами на шляхтичів галицького містечка Бориня…
Але не тільки з угорського боку сягали грабіжники у Галичину. Звідси також робилися набіги «польських розбійників», котрі так само грабували, крали худобу, палили прикордонні «угорські» села. Чеський історик Ф. Габріель про ці сутички писав так: «Від нападів польських гайдуків терпіли всі пограничні осади, особливо Лубня, а також Бистрий, який гайдуки так знищили, що він протягом 25 літ не міг реставруватися до попереднього стану». Цісарські урядовці навіть організували обчислення збитків на Ужанській Верховині від подібних наскоків із Польщі.
Збитки становили 17982 флорини, котрих ні Бистрому, ні іншим селам так і не компенсували. А на верховинських теренах проходили тоді ще й свої, так звані «війни за свободу» між каруцами і лабанцями, посилюючи загальний хаос і безпорядки.
У другій половині XVI століття в селі ще не було опубліковано залежних селян. Вони з'явилися на початку XVII століття. У 1631 році у Верховині-Бистрій проживала сім'я шолтиса, шестеро селян та 16 желярських сімей. Назву село, можливо, отримало від потічка Бистрий. В той час на ньому працював водяний млин.
У 1691 році шолтиство обліковане у трьох господарствах. У селі господарювали всього 4 задежні родини. В 1715 тут проживало вже 9 залежних та 2 желярскі родини.
Верховина-Бистрий записався в історії воєн -першої і другої світових.У першій бистряни бачили вершників "Дикої дивізії"-єдиної в царській армії кавалерійської дивізії з жителів Кавказу-чеченців,інгушів,азербайджанців,грузинів і т.д.Вони воювали в своїх традиційних одягах.Командував дивізією молодший брат царя Миколи  Михайло.Цікаво,що серед них було 10 відсотків українців,а серед них- полтавський козак письменник Юрій Горліс-Горський.Через двадцять років  Юрій приїде на Закарпаття і стане в ряди захисників Карпатської України.П,єси Юрія  Горського -"Отаман Хмара","Холодний  Яр"(Юрій рік воював  у Холодному Яру)- ставив театр  Карпатської Січі  "Нова сцена".З цими виставами Юрій як режисер об,їздив багато сіл і міст Закарпаття в час незалежної Карпатської України.Про  Юрія з симпатією писав його  друг Василь Гренджа-Донський у книзі "Щастя і горе Карпатської України"(Ужгород,2002 рік).
У жовтні-листопаді 1938 року Бистрий знову, як і в давнину, вимушений «воювати» із польськими терористами, котрих готували у м. Турка і направляли для дезорганізації господарського життя автономної, у рамках Чехословаччини, Підкарпатської русі. У військовому архіві Праги збереглися відомості про те, що 1938 року банда польських терористів у складі 30 чоловік проникла після півночі у село Бістра Верховіна, а потім вчинила напад на станцію Щербин, що на залізничній колії Великий Березний — Ужок. Наступного для такий же напад із стріляниною стався у Стужиці, де замінована вузькоколійка не вибухнула через несправність вибухового пристрою…
Проголошення незалежності Карпатоукраїнської держави збіглося у часі із приходом у село угорської влади, та новою назвою — Бістра Верховіна стала «мадярським» селом Гатарсейг. Ще більш непокійні часи настали для мешканців Гатарсейг з вересня 1939-го. Поляки, затиснуті із двох боків арміями Гітлера і Сталіна, ринулися на південь. Ліси довкола Бистрого і навколишніх сіл наповнилися польськими біженцями. Десь тоді в урочищі Розсипанець знайшли двох убитих мадярських прикордонників. Вина лягала на місцевих мешканців, але ті одностайно твердили, що то є справа рук поляків. Власті знайшли «соломонове рішення». Привезли у Бистрий двох інших спійманих польських біженців і на сільському цвинтарі розстріляли…

## Населення
Згідно з переписом УРСР 1989 року чисельність наявного населення села становила 672 особи, з яких 335 чоловіків та 337 жінок.
За переписом населення України 2001 року в селі мешкала 631 особа.

### Мова
Розподіл населення за рідною мовою за даними перепису 2001 року:
| Мова       | Відсоток |
| ---------- | -------- |
| Українська | 99,84 %  |
| Російська  | 0,16 %   |

## Церква
Церква св. Петра і Павла. 1931.

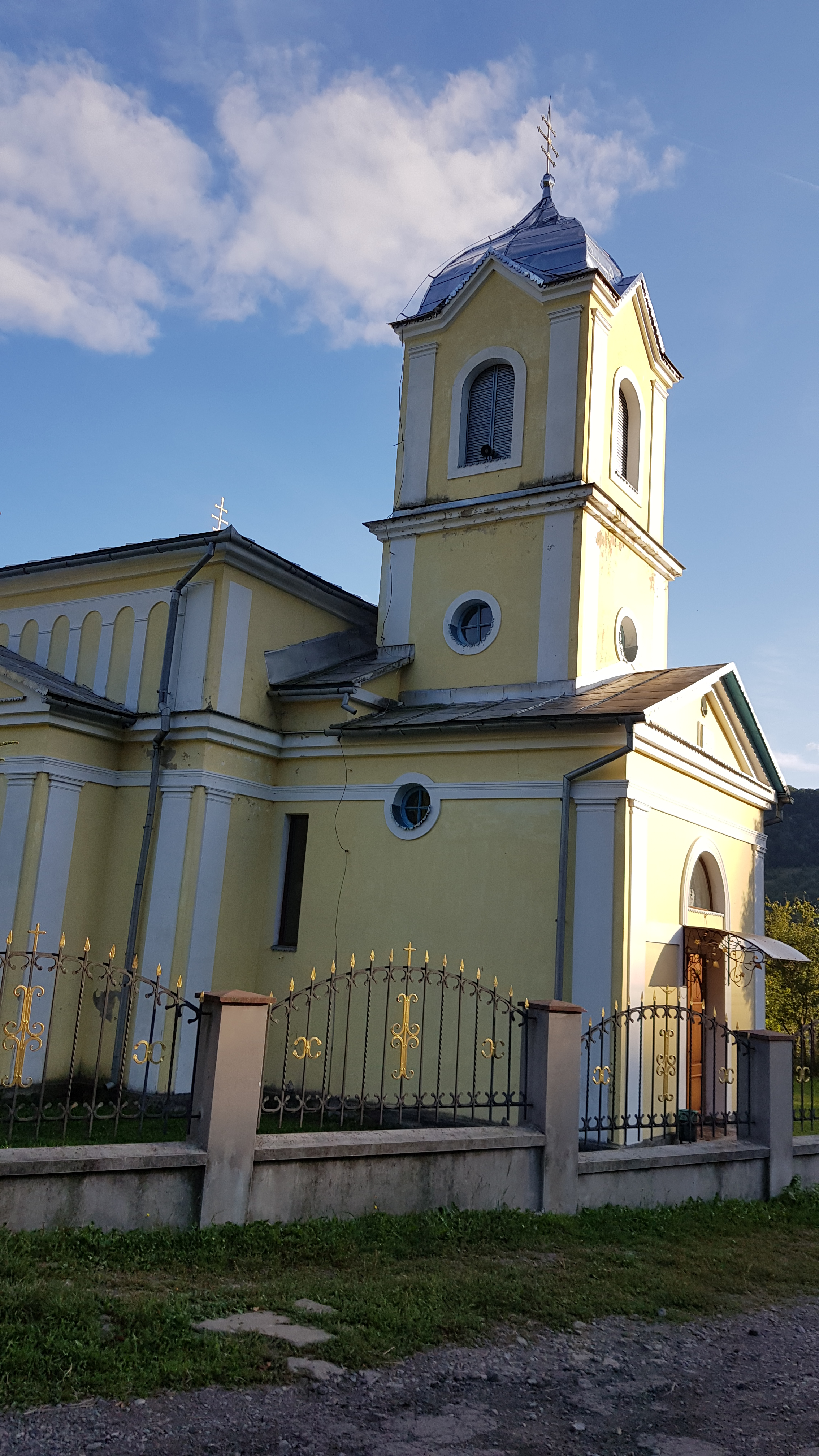
Петро-Павлівська церква 1931 р. у с. Верховина Бистра Великоберезнянського району

Перша церква стояла в урочищі Мошків Потік і служила також жителям Лубні. У 1751 р. за пароха Івана Іванковича згадують дерев'яну церкву Св. Духа, освячену єпископом Годермарським (тобто на початку XVIII ст.), що мала три дзвони та всі образи і була в поганому стані. Ця церква згоріла, але колишнє місце церкви і села видно дотепер. На місце, де стояла церква, вказують і надгробні знаки 1794 р. У шематизмі 1915 р. та путівнику 1923 р. пишуть про дерев'яну церкву, збудовану в 1773 р. (в інших джерелах зазначено 1792 p.), яка на мапі В. Сочинського позначена як триверха, бойківського стилю. За іншою версією, друга церква згоріла в середині XIX ст. і після цього збудували третю. У всякому разі остання дерев'яна церква була бойківською і згоріла 19 грудня 1917 р.
У 1919 р. в село прийшов священик о. Павло Манайло, який разом з учителем М. Грабарем тимчасово переобладнав для богослужінь верхню школу, а дзвіниця з дзвоном залишилася в дворі церкви, що згоріла. У 1923 р. сільський майстер Юрій Кофель збудував нову фару, але через конфлікт з громадою о. П. Манайло був переведений до Новоселиці, а Бистрий обслуговували священики Ужка та Волосянки. У 1927 р. парохом став Адальберт Грабар. Він відразу закликав громаду до спорудження нової церкви, і в травні 1929 р. збори громади підтримали його. Велику роль у будівництві відіграв куратор М. Худа. Найактивнішу участь узяли всі 900 вірників села. Гроші надходили також від земляків з Америки, Канади, Австралії та інших країн. За дорученням громади вони знайшли інженера Еміліян Егреші, професора учительської семінарії, котрий зробив проект церкви, та вибрали майстра-будівельника Енріко Комінотто, італійця, із Перечина.
Будівництво розпочалося наприкінці липня 1929 р. і закінчилося навесні 1931. Готовий мурований храм освятили заступник єпископа Олександр Стойка та вікарій Олександр Ільницький 2 липня 1931 р. Цю дату, а також ініціали майстрів — «Н М» та «К Е» — написано над входом до церкви. Дзвін відлив Ф. Еґрі в 1924 р. Іконостас та ікони встановили напівпідпільно вже в радянський період.
Наприкінці 1940-х років місцевий парох Михайло Левкулич був репресований за приналежність до греко-католицької церкви. Постраждав і церківник Микола Нинчак.
Громада села однією з перших на Закарпатті повернулася до греко-католицької віри. 7 квітня 1990 р. о. Юрій Федака та о. Стефан Федор відправили першу службу божу та обряд примирення після довгих років підпілля. При парафії окрім богослужінь проводиться катехизація дітей та молоді.

## Туристичні місця
- Кладовище воїнів Першої світової війни.
- Храм св. Петра і Павла, 1931.